# Olga Karlatos
Olga Karlatos (Grieks: Όλγα Καρλάτου) (Athene, 20 april 1945) is een voormalig Griekse actrice en advocaat werkzaam in Bermuda, vooral bekend vanwege het optreden in de Italiaanse horrorfilm. Een van haar bekendste horrorfilms is Zombi 2, waarin haar personage bruut wordt aangevallen door een zombie en haar oog doorboord wordt door een uitstekende houtsplinter.
Haar films omvatten My Friends (1975), Keoma (1976), Wifemistress (1977), Blood and Diamonds (1978), Damned in Venice (1978), Cyclone (1978), Convoy Busters (1978), A Dangerous Toy (1979), Zombi 2 (1979), Velvet Hands (1979), Murder Rock (1984), Once Upon a Time in America (1984) en Purple Rain (1984).

## Filmografie
- Taste of Killing (1966) (onvermeld)
- The Shepherds of Calamity (1967)
- Paulina 1880 (1972)
- My Friends (1975)
- Gloria Mundi (1976)
- Keoma (1976)
- Wifemistress (1977)
- Blood and Diamonds (1977)
- Damned in Venice (1978)
- Cyclone (1978)
- The Idlers of the Fertile Valley (1978)
- Convoy Busters (1978)
- A Dangerous Toy (1979)
- Belli e brutti ridono tutti (1979)
- Zombi 2 (1979)
- Skin Deep (1979)
- Velvet Hands (1979)
- The Finzi Detective Agency (1979)
- Do It with the Pamango (1980)
- Eleftherios Venizelos: 1910-1927 (1980)
- Peter and Paul (1981); miniserie
- The Scarlet and the Black (1983); tv-film
- Murder Rock (1984)
- Once Upon a Time in America (1984)
- Purple Rain (1984)
- Quo Vadis? (1985); miniserie